# جيسي ستيوارت
جيسي ستيوارت (بالإنجليزية: Jesse Stuart)‏‏ (8 أغسطس 1907 - 17 فبراير 1984 في أيرنتون) كاتب، وروائي، ومدرس، وشاعر، وكاتب للأطفال من الولايات المتحدة.

## الجوائز
- زمالة غوغنهايم